# スピン (本)

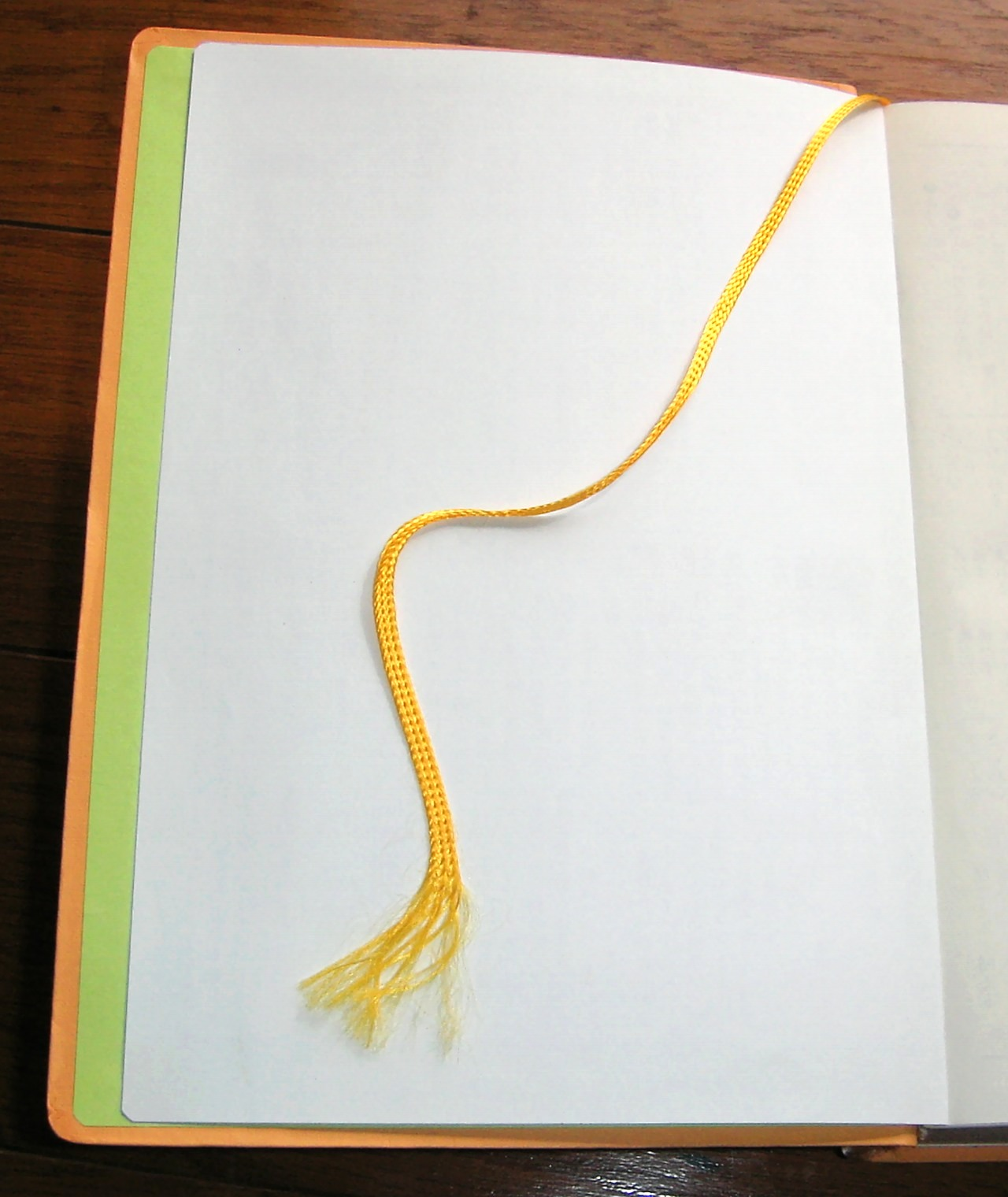
ブックマーク

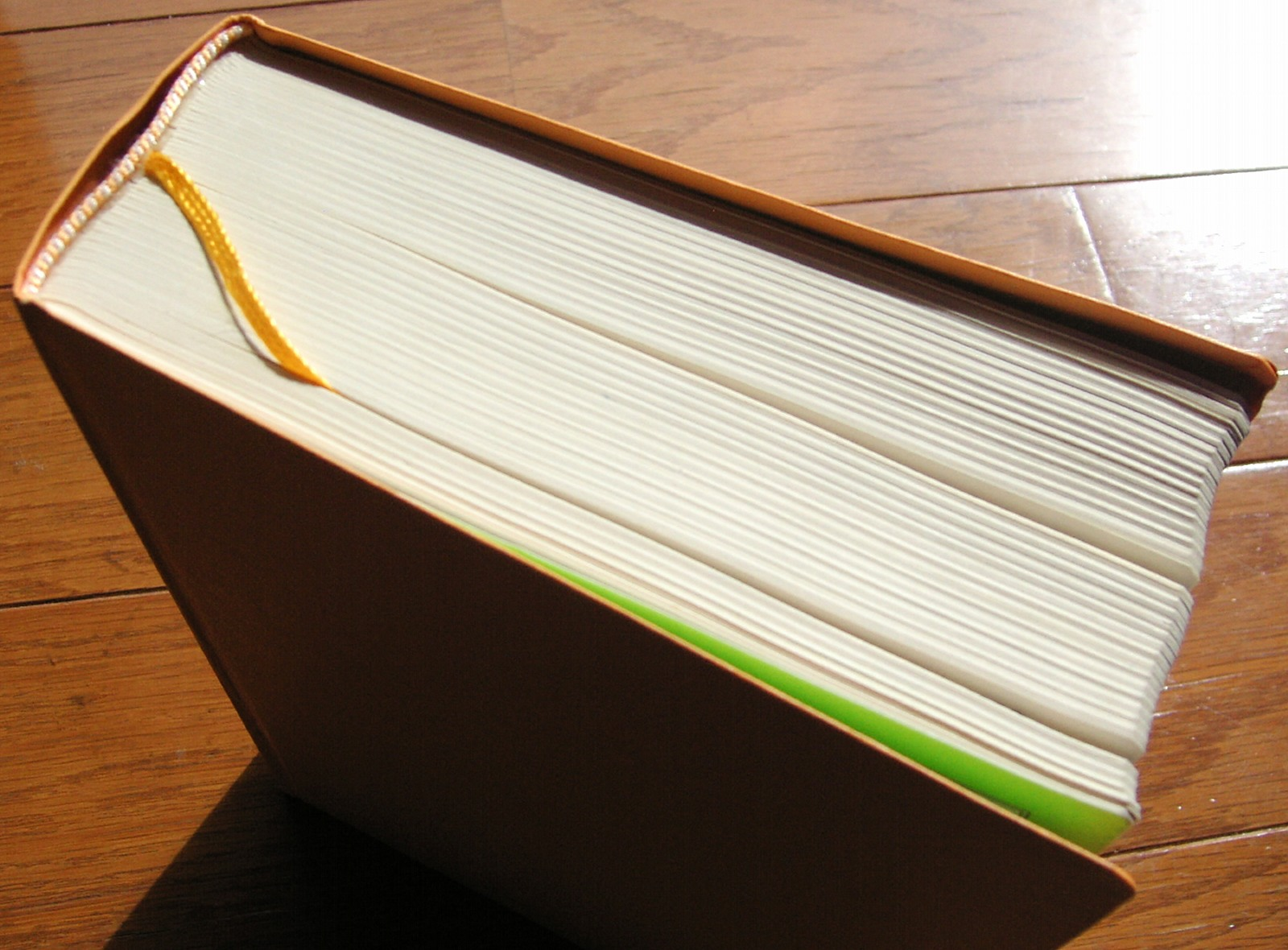
特定のページに挿み込んで使う

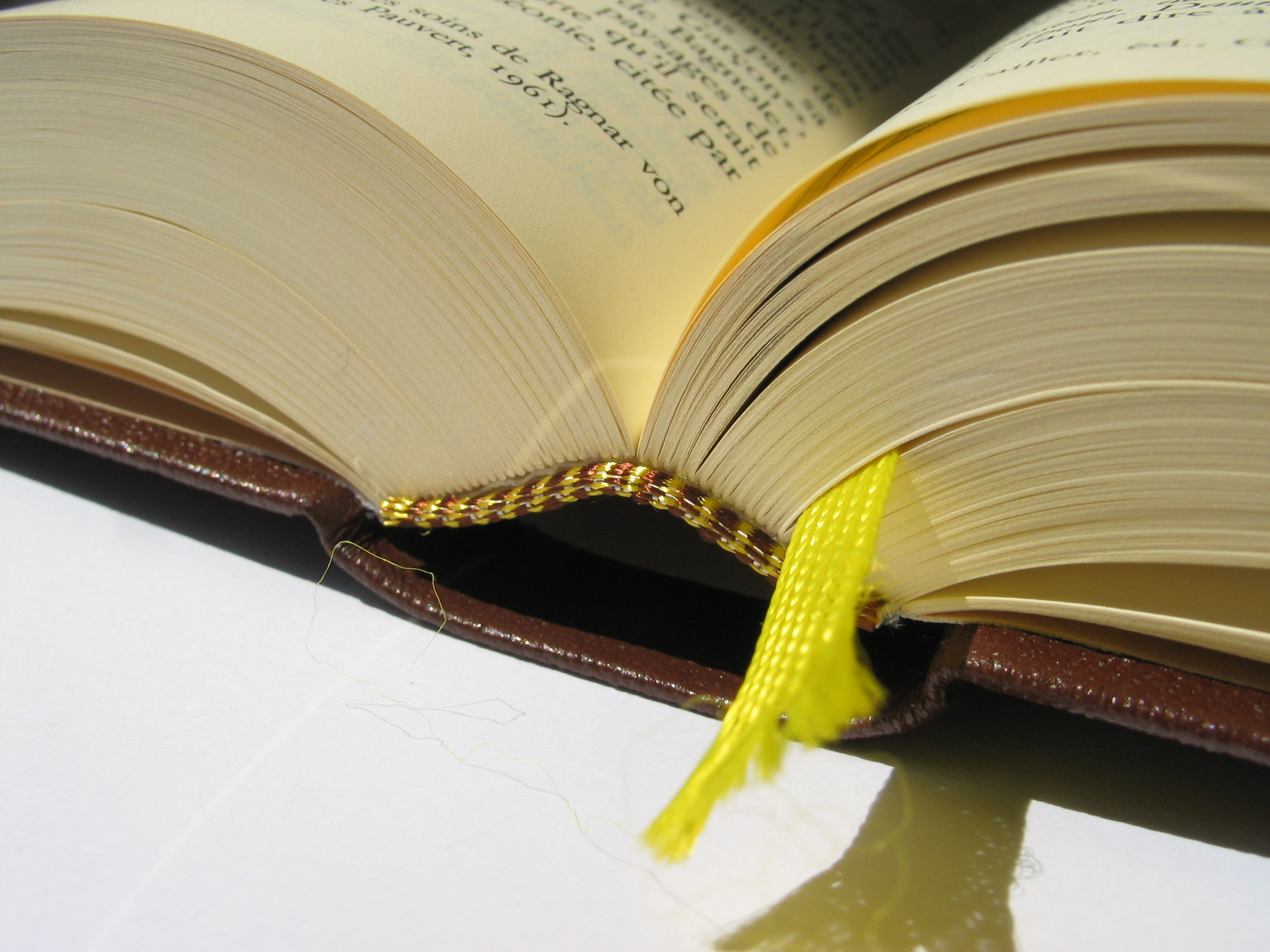
プレイヤード叢書のブックマーク

スピンとは、本の背表紙の上部に直接糊付けされるか、または背表紙か花ぎれと背の間で接着される、しおりとして使用する平織りのひものことを指す。栞紐（しおりひも）、リボンともいう。
栞紐を「スピン」と呼ぶのは日本独自の表現で、英語では一般にブックマーク（bookmark）、ブックマーカー（bookmarker）と呼ばれる。

## 名称について
「スピン」は製本における「専門用語」とされている。spinという綴りがあてられることもあるが、日本における「スピン」という言葉の語源は不詳。製本用語で類似する英語にspineがあるが、これは本の背を指す語で、発音は「スパイン」である。
英語ではブックマーク、ブックマーカーと呼ぶが、形状の異なる「しおり」一般も同じ名で呼ばれている。タッセル（tassel）などとも呼ばれる。

## 構造
短冊状のしおりと比較すれば、落ちることがないという利点を持つ。通常は廉価な紐が用いられる。本の対角線よりおよそ5cmほど長い長さを持つ。現代の製本技術では、栞紐を挿入するための機械があり、本の背の上端に糊付けされ、紐の裾が本からはみださないよう織り込まれる工程が自動的に行われる。
上製本では、中本の化粧断ちのあと、表紙くるみが行われる前に、背表紙か花ぎれと背の間に取り付けが行われる。
並製本（文庫本・新書本などのソフトカバー本）に栞紐を取り付ける場合には、工程の最初に行う必要があるために、天の断裁ができない（天アンカット）。天アンカットは三方断裁に比べてコストが高くなり、また栞紐取り付けのための工賃も必要なために、栞紐を廃して三方断裁し、しおりとしては短冊の紙片を入れるものが多い。

## 日本における歴史
和装本・大和綴じでは栞紐を入れることはなかった。栞紐は洋装本の仕様であり、明治以降になって見られるようになった。
なお、和綴本の場合には、造本の関係もあり、通常はスピンをつけることはない。

### 文庫本における栞紐
現在使われる意味での「文庫本」を生み出した岩波文庫（1927年発刊）は、栞紐つきの造本をおこない、後発各社の文庫本もこれを踏襲した。
しかし、コストダウンの観点などから栞紐の廃止が進み、岩波文庫も1970年に廃止した。このため長らく、スピンのある文庫本は新潮文庫のみとなり、同文庫の特徴ともみなされた。スピンの存置は、新潮文庫編集部の積極的な方針による。
その後、1985年11月創刊の「福武文庫」、2007年10月創刊の「ウェッジ文庫」、2011年1月から発売を開始した「星海社文庫」、2013年10月創刊の「日経文芸文庫」などで採用されたものの、いずれも休刊や、ここ数年新刊が出ていない状況である。